# Adiantum acrolobum
Adiantum acrolobum är en kantbräkenväxtart som beskrevs av A. Rojas. Adiantum acrolobum ingår i släktet Adiantum och familjen Pteridaceae. Inga underarter finns listade.